# 천연 금속
천연 금속(native metal)은 자연계에서 순수한 금속의 상태로 발견되는 금속이다. 

## 원소
금은 광맥이나 사금의 형태로 원소로 존재하는 일이 대부분이다. 사광 채광법에 의해 금 알갱이가 떨어져나간 것을 채광하기도 하고 금이 붙어있는 광맥을 통째로 캔 뒤에 야금법을 이용하여 금을 분리하기도 한다.
구리역시 자연 구리의 형태로 천연 금속으로도 산출된다.
철은 그린란드에서만 지구 유래의 천연 철이 산출되었고, 소행성이나 운석 기원의 순철이 산출되는 지역이 소수 있다.